# Zászlósfarkú kolobusz
A karcsúmajomformák (Colobinae) alcsaládjába tartozó Colobus (kolobusz) nem legismertebb faja a zászlósfarkú kolobusz (Colobus guereza). Egyéb magyar nevei: fehérzászlós guereza, zászlósfarkú gereza, illetve közönséges guereza is.

## Elterjedése, élőhelye
Kamerun, Nigéria, Egyenlítői-Guinea, a Közép-afrikai Köztársaság, a Kongói Demokratikus Köztársaság, Kongói Köztársaság, Uganda, Ruanda, Kenya, Tanzánia, Szudán és Etiópia erdeiben vagy fás szavannáin honos. Mind őserdőben, mind szárazabb vidékek erdeiben és hegyi erdőkben is előfordul 3000 méteres tengerszint feletti magasságig. Leggyakoribbak a másodlagos erdőkben és a folyók mentén.

## Megjelenése, felépítése
Erőteljes, testes felépítésű majom.
Testhossza 45–70 centiméter, farokhossza 60–90 centiméter, a hímek testtömege 9–15 kilogramm, a nőstényeké 6–10 kilogramm, bozontos farka 52 – 90 cm. Hosszú szőrű majomfaj, hátulsó testfele erősebb felépítésű. Bundája feltűnően fekete-fehér színezetű: alapszíne fekete, arcát fehér szín keretezi. Vállán és hátán fehér U alakú kabátot visel, valamint farokzászlója is fehér. Hüvelykujja majdnem teljesen hiányzik, az első ujja apró, oldalra is terpeszthető, ami a falakó életmódhoz való alkalmazkodásnak tulajdonítható. Arca szürke és szőrtelen, orrlyukai majdnem a szájáig húzódnak.

## Alfajai
Földrajzi elterjedése, illetve a szőrzetében lévő fehér szín eloszlása alapján hét alfajt különböztethetünk meg, melyek elkülönítő jegyei a következők: a pofakörnyék fehér szegélyének szélessége, a szakállszőrök növekedési iránya, ennek átmenete a pofa-, az áll-, illetve a torok-szakállba, valamint a válldíszekbe. A farok egyforma méretű, vagy különböző nagyságú fehér pamacsokat visel a farok háromnegyedéig.
- közönséges kolobusz (Colobus guereza guereza)
- nyugati kolobusz (Colobus guereza occidentalis)
- Colobus guereza dodingae
- Percival-kolobusz (Colobus guereza percivali)
- Colobus guereza matschiei
- keleti kolobusz(Colobus guereza kikuyuensis)
- kilimanzsáró guereza (Colobus guereza caudatus)

## Életmódja, élőhelye
Élőhelye az erdők minden fajtája, elsősorban a bambusz- és esőerdő 3000 méter tengerszint feletti magasságig.
Nappali életmódot folytató, fán élő majomfaj. Ha a fák ritkán állnak, akkor a talajon is mozog. Kis kóborlási területén még kisebb territóriumot alakít ki, amelyet nagy figyelemmel őriz. Egy csapat birtoka 15 hektár körüli. A felnőtt hím gyakran feltűnősködik, amikor a fák koronájában nagyokat ugorva a territórium határait jelöli. Ugatásszerű hanggal és agresszív gesztusokkal is felhívja magára a figyelmet. Ha egy másik csapattal találkoznak, akkor tettlegességre is sor kerülhet. A szomszédok azonban hajlandók egymással megosztani a vizet. Az egyedek valószínűleg szaganyagokkal is jelölik a területet, mivel az állatok vizelettel bőségesen bedörzsölik a farkukat. A kolobuszok nagyon ragaszkodnak a területükhöz. A 8–15 állatból álló csoport élén egy nőstény áll. Nagyon valószínű, hogy a csoport valamennyi nőivarú tagja rokon. A fiatal hímeknek el kell hagyniuk a csoportot, mielőtt elérnék az ivarérett kort, így a háremet egy hím uralja. A fiatal hímek csapatba verődhetnek, de egyedül is maradhatnak, a legénycsapatok azonban rövid életűek. Amíg szexuálisan inaktívak, más családokhoz is csatlakozhatnak. A szociális összetartást számos tényező segíti elő: ezek többsége jól hallható, de ide tartoznak szőrápolás közben a testi érintkezések, illetve a karok játékos harapdálása. A felnőttek is játszanak, vadásznak egymásra a fák lombjai közt. Az erős hímek a rangidős hím elűzése után átveszik annak háremét, és megölik elődjük fiatal kölykeit.
A fehérzászlós kolobusz kizárólag növényi táplálékot fogyaszt: friss zöld leveleket, gyümölcsöket, fák kérgét és háncsot. A táplálék legnagyobb részét a levelek teszik ki.A földön járva szívesen eszik a fűfélék magvait is. Az ágakat kezükkel húzzák magukhoz, és a táplálékot ajkaikkal veszik fel. Folyadékhoz az ágak mélyedéseiből, illetve a levelekről jutnak. Gyomruk négy üregű, a felső üregekben baktériumok bontják a cellulózt. A táplálék csak ezután kerül át a további szakaszokba, ahol tovább emésztődik. Van, hogy a csapat egész nap egy fánál marad.
Legkomolyabb ellenségei a nagy termetű sasok, amelyek elől a mélyebb ágak közé húzódnak. Vészkiáltásokkal és kezükkel a fák törzsén tapsolva keltik fel a csoport figyelmét.
|  |  |  |

### Szaporodása
A nőstény bármikor kész lehet a párzásra, de sok vidéken úgy időzítik, hogy az elválasztás ideje a bőség időszakára essen.
A párosodást nem előzi meg hosszas udvarlás, az ivarzás előtt vagy közben a női ivarszervek nem duzzadnak meg. A párosodáshoz a nőstény egy faágon állva egészen a hátáig felhúzza a farkát, így kínálja fel magát a rangidős hímnek, aki hátulról felugorva lovagolja meg. Hat hónap után egyetlen utódjuk születik. A szoptatás ideje nem ismert pontosan; az elválasztásra hat hónapos kor körül kerül sor. Az újszülött – rózsaszínű arca, keze, lába és fülei kivételével – teljesen fehér. Két hét után szürkére sötétedik, majd három hónap után feketedik be. A fehér utódok nagy szerepet játszanak a szociális szerveződésben, mivel azokat a nőstények átadják egymásnak. A kölyköket néha látszólag ellopják, amíg anyjuk figyelme a szőrzetápolás közben elkalandozik. A fiatal hímek gyakran „küzdenek" is azért, hogy egy fehér utódot tarthassanak karjukban. A gyermeki fehér szín eltűnése után a fiatal állatok iránti érdeklődés megszűnik.
A nőstények négy, a hímek hatévesen válnak ivaréretté. A hímeknek még ez előtt el kell hagyniuk családjukat, de a nőstények többnyire abban a családban maradnak, ahol felnőttek. Fogságban akár 24 évet is megérhetnek.

## Természetvédelmi helyzete
A 20. század első felében intenzíven vadászták díszes szőrméje miatt, melyekből divatcikkeket készítettek. Különösen hosszú bundás farka volt kelendő. Az állatot őshazájában régóta vadásszák, különösen szép szőrméjéből készült palástok és dús bundájú farka sok afrikai törzsnél megbecsült szimbólum és csak az előkelő emberek viselhetik.
Az intenzív vadászat miatt állományai néhol igen megritkultak. A szőrméje iránti kereslet a '60-as évekre alábbhagyott, így vadászata is csökkent.
Némely területen még ma is elég gyakori. A Természetvédelmi Világszövetség emiatt a „nem veszélyeztetett” kategóriába sorolta.
Díszes külseje miatt mindig kedvelt állatkerti állat volt. Viszonylag egyoldalú táplálkozása miatt nem túl könnyen tartható, de a karcsúmajmok közül még mindig ennek a fajnak a gondozása a legproblémamentesebb.
Magyarországon a Nyíregyházi Állatparkban, a Debreceni Állatkertben, a Miskolci Állatkertben, a Veszprémi Állatkertben és a Pécsi Állatkertben látható.

## Képek
- Zászlósfarkú gerezák a miskolci állatkertben

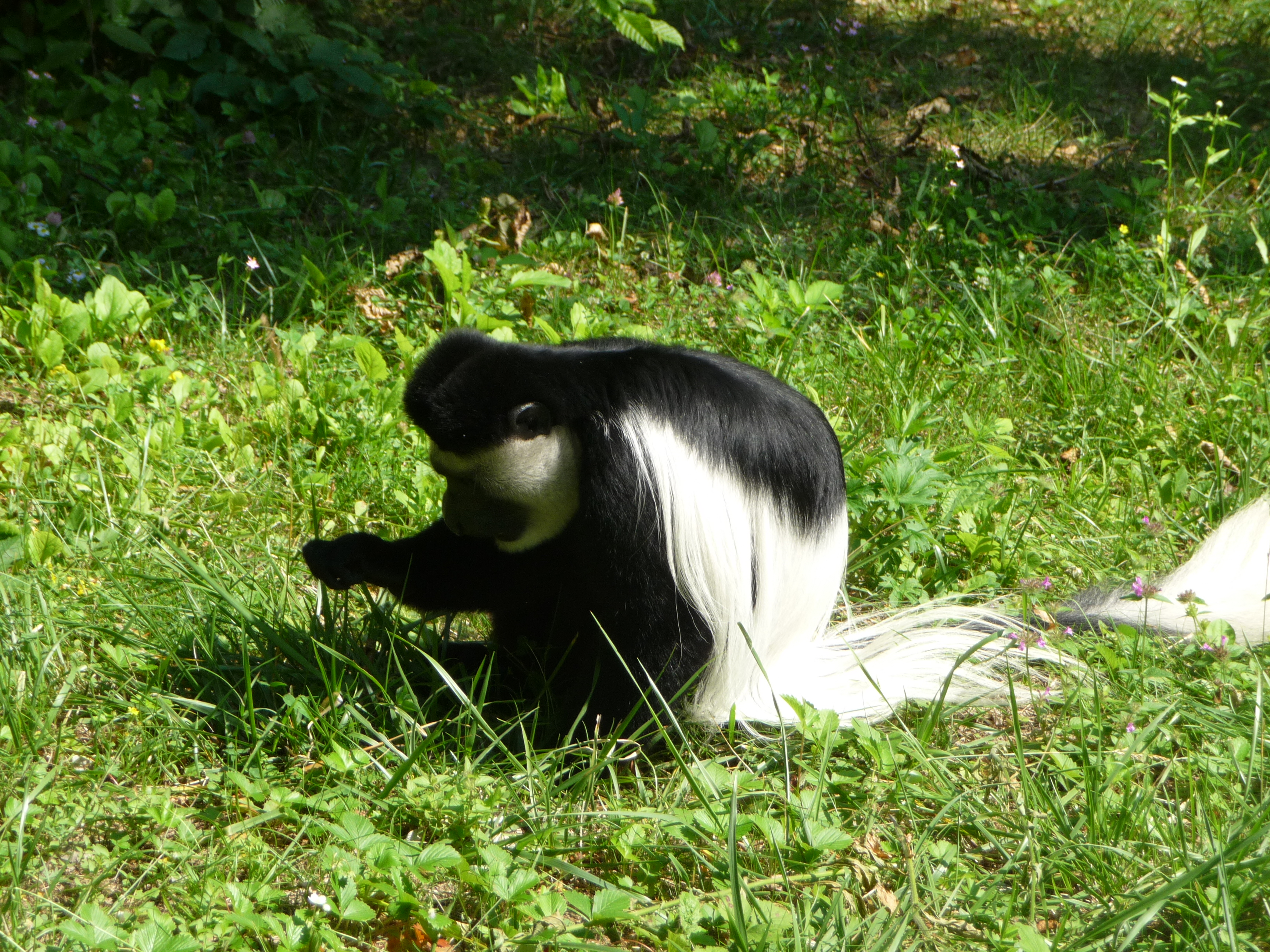
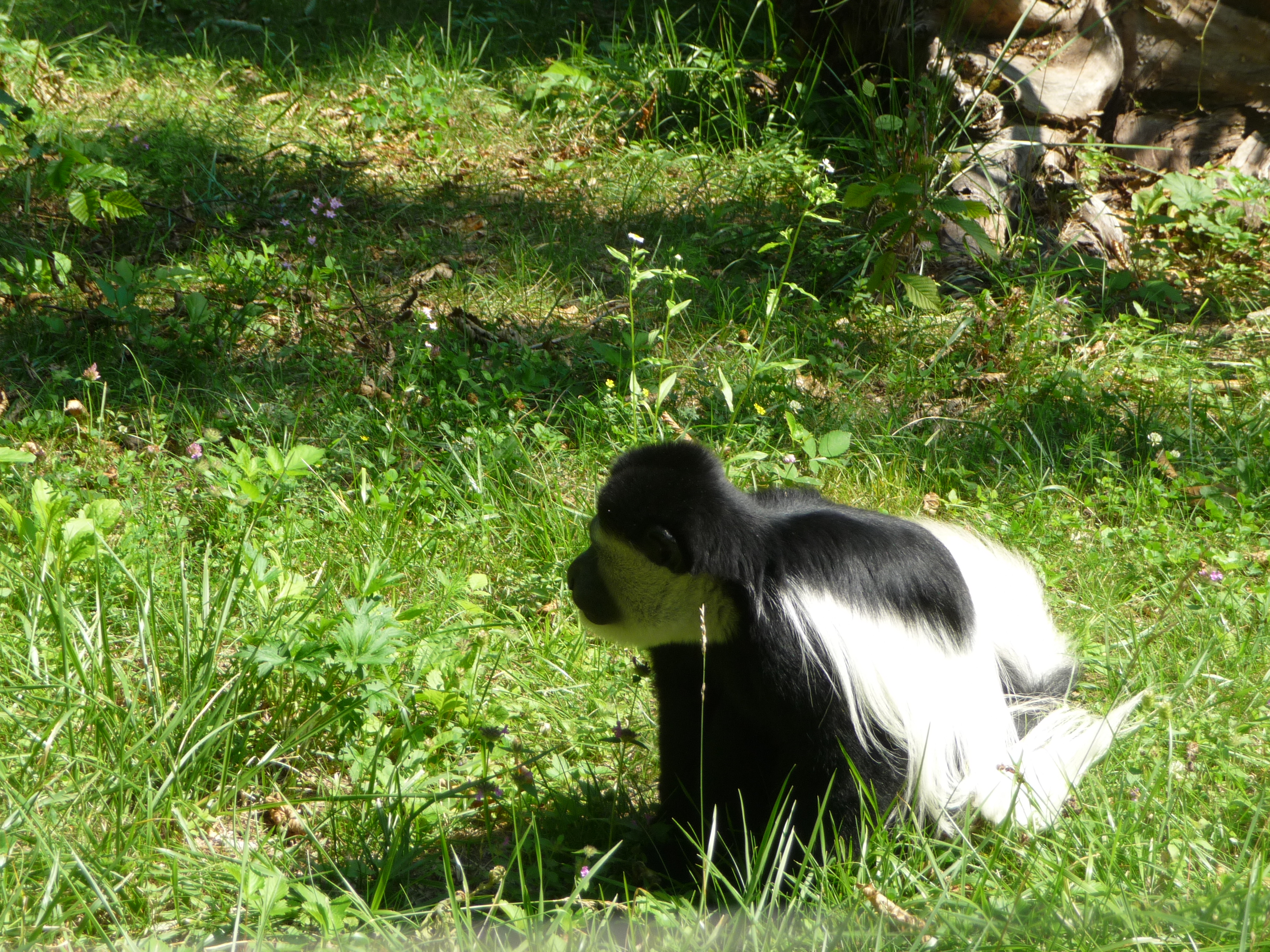
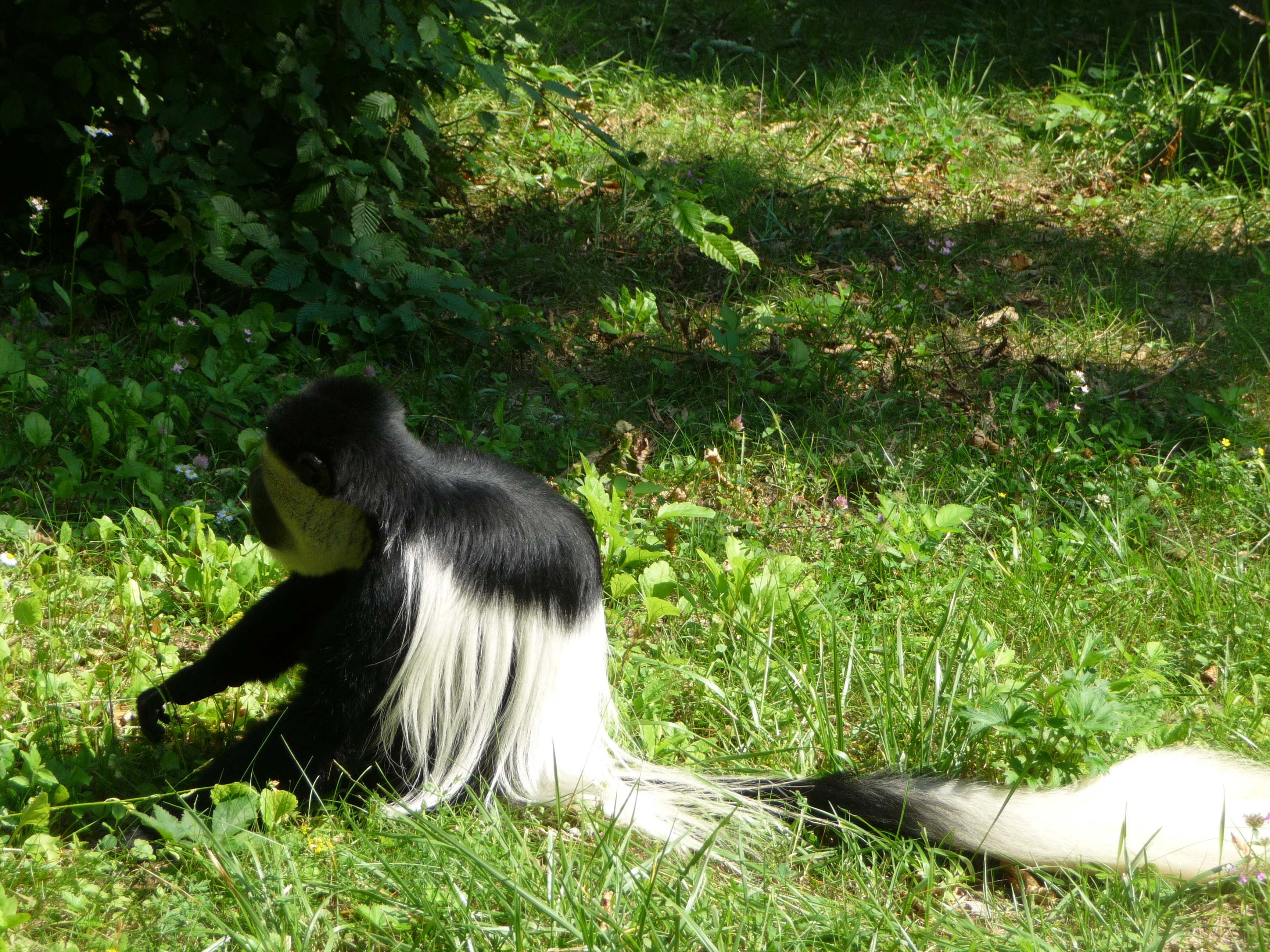
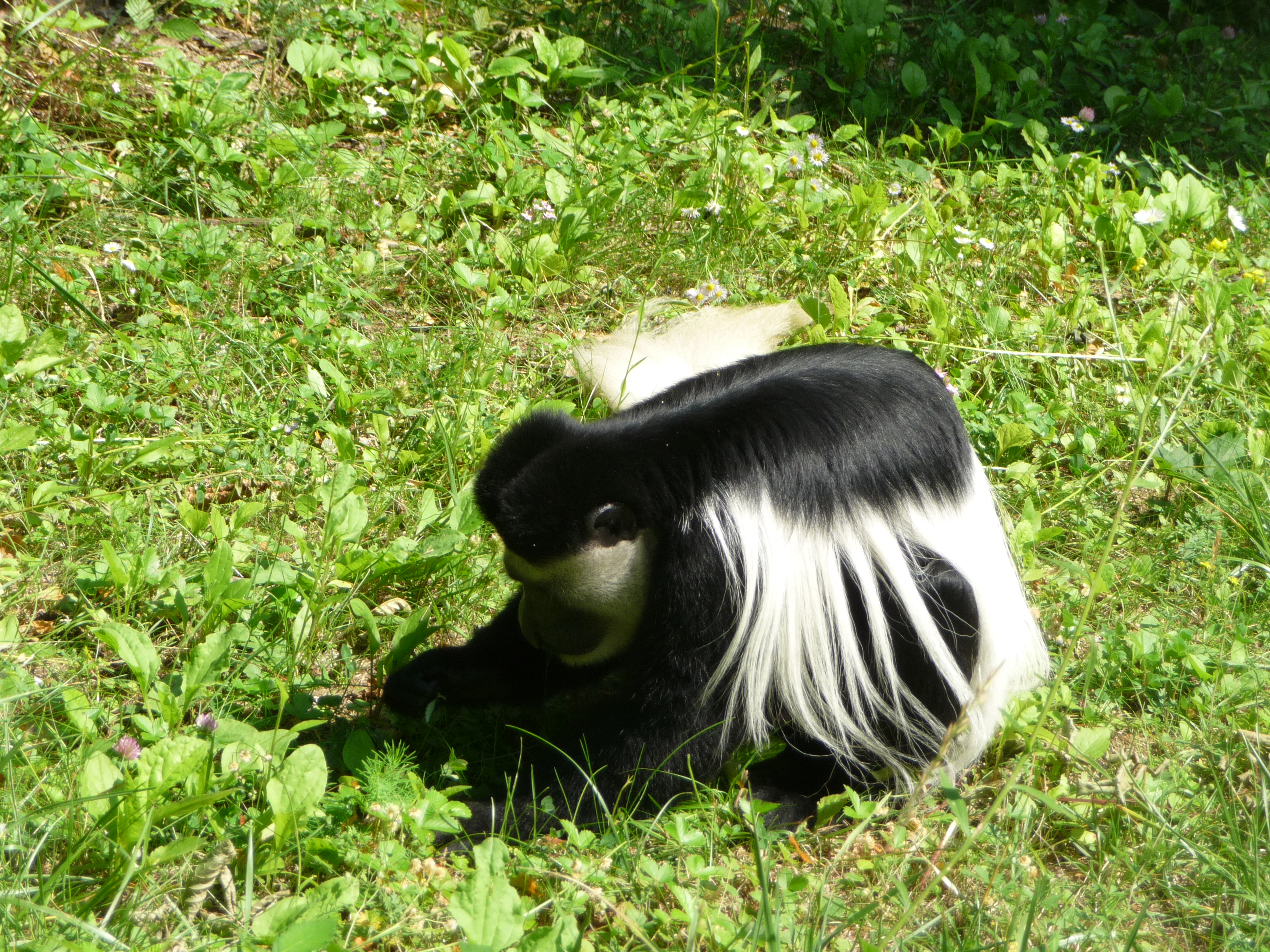

## Fordítás
- Ez a szócikk részben vagy egészben  a   Mantelaffe című német Wikipédia-szócikk fordításán alapul.  Az eredeti cikk szerkesztőit annak laptörténete sorolja fel. Ez a jelzés csupán a megfogalmazás eredetét és a szerzői jogokat jelzi, nem szolgál a cikkben szereplő információk forrásmegjelöléseként.